# 北京科技大学天津学院
北京科技大学天津学院位于天津市宝坻区京津新城珠江北环东路1号。
2005年4月经教育部批准，由北京科技大学和广东珠江投资股份有限公司合作举办的本科层次的全日制独立学院。